# Agustín Lavezzi
Agustín Matías Lavezzi (Villa Gobernador Gálvez, Santa Fe, Argentina; 15 de enero de 1996) es un futbolista profesional argentino que se desempeña como delantero y actualmente se encuentra en San Miguel,  de la Primera Nacional de Argentina.

## Estadísticas

### Clubes
Actualizado hasta su último partido disputado el 2 de agosto de 2025.
| Club                            | Div.          | Temporada     | Liga  | Liga  | Liga   | Copas nacionales | Copas nacionales | Copas nacionales | Torneos internacionales | Torneos internacionales | Torneos internacionales | Total | Total | Total  |
| Club                            | Div.          | Temporada     | Part. | Goles | Asist. | Part.            | Goles            | Asist.           | Part.                   | Goles                   | Asist.                  | Part. | Goles | Asist. |
| ------------------------------- | ------------- | ------------- | ----- | ----- | ------ | ---------------- | ---------------- | ---------------- | ----------------------- | ----------------------- | ----------------------- | ----- | ----- | ------ |
| C. A. Coronel Aguirre Argentina | 4.ª           | 2016-17       | 25    | 11    | 0      | —                | —                | —                | —                       | —                       | —                       | 25    | 11    | 0      |
| C. A. Coronel Aguirre Argentina | 4.ª           | 2022-23       | 8     | 6     | 2      | —                | —                | —                | —                       | —                       | —                       | 8     | 6     | 2      |
| C. A. Coronel Aguirre Argentina | Total club    | Total club    | 33    | 17    | 2      | 0                | 0                | 0                | 0                       | 0                       | 0                       | 33    | 17    | 2      |
| Deportivo Morón Argentina       | 2.ª           | 2018-19       | 8     | 0     | 0      | —                | —                | —                | —                       | —                       | —                       | 8     | 0     | 0      |
| Deportivo Morón Argentina       | 2.ª           | 2019-20       | 8     | 0     | 0      | —                | —                | —                | —                       | —                       | —                       | 8     | 0     | 0      |
| Deportivo Morón Argentina       | Total club    | Total club    | 16    | 0     | 0      | 0                | 0                | 0                | 0                       | 0                       | 0                       | 16    | 0     | 0      |
| Sportivo Las Parejas Argentina  | 3.ª           | 2020          | 3     | 1     | 0      | —                | —                | —                | —                       | —                       | —                       | 3     | 1     | 0      |
| Sportivo Las Parejas Argentina  | 3.ª           | 2021          | 27    | 9     | 0      | —                | —                | —                | —                       | —                       | —                       | 27    | 9     | 0      |
| Sportivo Las Parejas Argentina  | Total club    | Total club    | 30    | 10    | 0      | 0                | 0                | 0                | 0                       | 0                       | 0                       | 30    | 10    | 0      |
| Racing de Córdoba Argentina     | 3.ª           | 2022          | 8     | 1     | 1      | 2                | 0                | 0                | —                       | —                       | —                       | 10    | 1     | 1      |
| Racing de Córdoba Argentina     | Total club    | Total club    | 8     | 1     | 1      | 2                | 0                | 0                | 0                       | 0                       | 0                       | 10    | 1     | 1      |
| C. A. Boca Unidos Argentina     | 3.ª           | 2022          | 17    | 11    | 1      | —                | —                | —                | —                       | —                       | —                       | 17    | 11    | 1      |
| C. A. Boca Unidos Argentina     | Total club    | Total club    | 17    | 11    | 1      | 0                | 0                | 0                | 0                       | 0                       | 0                       | 17    | 11    | 1      |
| Brown de Adrogué Argentina      | 2.ª           | 2023          | 32    | 6     | 1      | —                | —                | —                | —                       | —                       | —                       | 32    | 6     | 1      |
| Brown de Adrogué Argentina      | Total club    | Total club    | 32    | 6     | 1      | 0                | 0                | 0                | 0                       | 0                       | 0                       | 32    | 6     | 1      |
| Tristán Suárez Argentina        | 2.ª           | 2024          | 36    | 18    | 3      | —                | —                | —                | —                       | —                       | —                       | 36    | 18    | 3      |
| Tristán Suárez Argentina        | Total club    | Total club    | 36    | 18    | 3      | 0                | 0                | 0                | 0                       | 0                       | 0                       | 36    | 18    | 3      |
| C. A. San Miguel Argentina      | 2.ª           | 2025          | 18    | 2     | 1      | —                | —                | —                | —                       | —                       | —                       | 18    | 2     | 1      |
| C. A. San Miguel Argentina      | Total club    | Total club    | 18    | 2     | 1      | 0                | 0                | 0                | 0                       | 0                       | 0                       | 18    | 2     | 1      |
| Total carrera                   | Total carrera | Total carrera | 190   | 65    | 9      | 2                | 0                | 0                | 0                       | 0                       | 0                       | 192   | 65    | 9      |
| 1. 2.                           |               |               |       |       |        |                  |                  |                  |                         |                         |                         |       |       |        |

## Vida personal
Agustín Lavezzi es sobrino del exfutbolista argentino Ezequiel Lavezzi.